# Erland Fredrik Hjärne
Erland Fredrik Hjärne, född 1706, död 1773, var en svensk ämbetsman och poet, representerad som psalmförfattare i Sions Nya Sånger. Han var son till Urban Hjärne.
Hjärne blev bergsfiskal i Falun 1738 och bergmästare i Uppland med advokatfiskals titel 1747, erhöll 1756 assessors titel och 1757 assessors lön. År 1760 blev Hjärne bergsråd. Därutöver bedrev han privat läkarverksamhet. Hjärne var en flitig diktare, en av dessa trycktes senare hos Per Hanselli. Liksom sin far var han ursprungligen pietist, men blev senare herrnhutare.

### Psalm
- Tänka, tala. sjunga, spela, allt om ett nummer 138 i Sions Nya Sånger 7:e upplagan tryckt 1870.